# Monja blanca
La monja blanca (Xolmis irupero) és una espècie d'ocell de la família de les tirànids.
La hi troba en el nord-est i centre de l'Argentina; també en la Caatinga i el Pantanal del Brasil, al Paraguai, Bolívia i l'Uruguai. Habita els pasturatges subtropicals o tropicals secs, i les antigues selves altament degradades.